# China Energy Engineering Corporation
China Energy Engineering Corporation («Китайская энергетическая инжиниринговая корпорация») — китайская строительная и инжиниринговая компания, специализируется на строительстве электростанций и производстве оборудования к ним. В списке крупнейших компаний мира Forbes Global 2000 за 2021 год заняла 649-е место (246-е по размеру выручки, 936-е по чистой прибыли и 506-е по активам).

## История
China Energy Engineering Corporation была создана 19 декабря 2014 года в ходе реорганизации China Energy Engineering Group (образованной тремя годами ранее, 28 сентября 2011 года). В декабре 2015 года акции компании были размещены на Гонконгской фондовой бирже.
Крупнейшим акционером China Energy Engineering Corporation является Energy China Group, ей принадлежит 62,58 % (в эту группу также входит China Energy Engineering Group Beijing Electric Power Construction Company); другим значимым акционером является China Reform (8,87 %).

## Деятельность

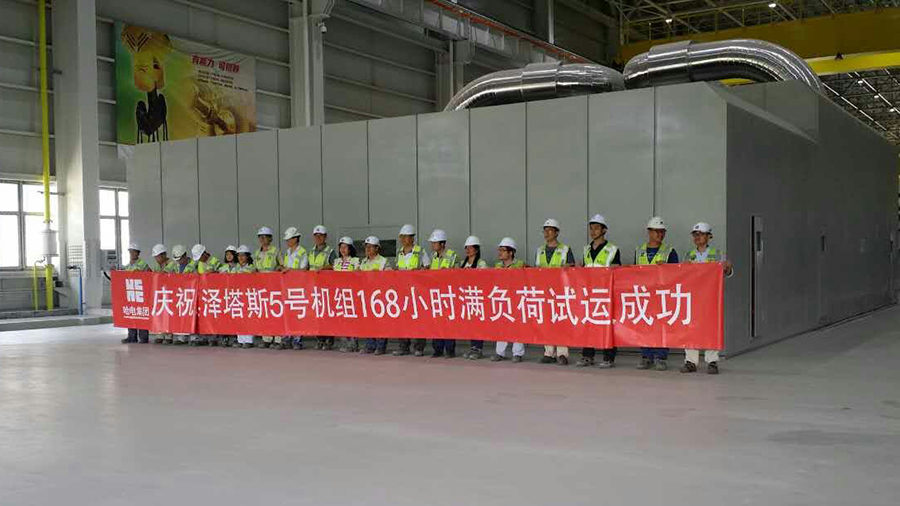
Строители China Energy Engineering Corporation на возведении ТЭС в Турции

Выручка за 2020 год составила 270 млрд юаней, из них 238 млрд пришлось на КНР, значимый вклад в доходы компании сделала деятельность в Пакистане (5,7 млрд), Индонезии (3 млрд), Вьетнаме (2,8 млрд), Иордании (1,8 млрд), Бангладеш (1,7 млрд) и Анголе (1 млрд).
Подразделения по состоянию на 2020 год:
- Проектирование — проектирование электростанций различных типов (тепловые, атомные, ветряные, солнечные), линий электропередач и другой энергетической инфраструктуры; выручка 14,1 млрд юаней.
- Строительство — строительство электростанций и связанной с ними инфраструктуры, а также жилое строительство в КНР и других странах; выручка 211,5 млрд юаней.
- Промышленное производство — производство цемента, взрывчатых веществ и оборудования; выручка 24,1 млрд юаней, из них 10,8 млрд от производства оборудования.
- Альтернативная энергетика и водоснабжение — проектирование и строительство экологически чистых и эффективных электростанций, применение энергосберегающих технологий, городское водоснабжение и водоотвод, очистка сточных вод; выручка 11,9 млрд юаней.
- Инвестиции и другая деятельность — управление жилым фондом, строительство и обслуживание автострад, финансовые услуги; выручка 21,7 млрд юаней.

## Дочерние компании
Основные дочерние компании на 2020 год:
- CGGC Group (China Gezhouba Group Corp., основана в 2003 году)
- China Energy Engineering Group Equipment Co., Ltd. (основана в 2012 году)
- China Energy Engineering Group Southern Construction and Investment Co., Ltd. (основана в 2017 году)
- China Energy Engineering Group Planning and Engineering Co., Ltd. (основана в 2018 году)
- China Energy Engineering Group Northwest Construction and Investment Co., Ltd. (основана в 2018 году)
- China Energy Engineering Group Eastern Construction and Investment Co., Ltd. (основана в 2018 году)
- China Energy Engineering Group North Construction and Investment Co., Ltd. (основана в 2018 году)
- Jingzhou Chengbei Expressway Investment and Construction Co., Ltd. (70 %)